# Francis Robinson (Historiker)
Francis Christopher Rowland Robinson (* 23. November 1944 in Barnet) ist ein britischer Historiker mit dem Schwerpunkt auf der Geschichte der islamischen Welt und Südasiens. Er ist Professor am Royal Holloway, University of London.

## Leben und Werk
Francis Robinson lehrt als Professor für die Geschichte Südasiens am Royal Holloway College der University of London. Er war von 1990 bis 1996 Leiter der Abteilung für Geschichte und von 1997 bis 2004 Vizepräsident des Royal Holloway. Robinson ist auch Professorial Research Associate at the Oxford Centre for Islamic Studies der University of Oxford und Fellow des Brasenose College in Oxford.
Robinson war von 1997 bis 2000 und von 2003 bis 2006 Präsident der Royal Asiatic Society.
Robinsons Forschungsinteressen konzentrieren sich auf die muslimische Welt, mit einem besonderen Schwerpunkt auf religiösen und politischen Wandel, muslimischer Antworten auf Fragen der Moderne, Gelehrten und Heiligen Familien und den Muslimen Südasiens. Er hat mehrere Bücher über die islamische Welt, einschließlich des Atlas of the Islamic World Since 1500 (1982), The Cambridge Illustrated History of the Islamic World (1997), Islam and Muslim History in South Asia (2000), The Ulama of Farangi Mahall and Islamic Culture in South Asia  (2001), The Mughal Emperors (2007) und Islam, South Asia, and the West (2007), verfasst.

## Auszeichnungen
- 2006 Britischer Verdienstorden Order of the British Empire für seine Verdienste um die Hochschulbildung und seiner Erforschung der Geschichte des Islams.